# Вудс, Бен
Бен Вудс (англ. Benjamin Woods, Сиэтл, Вашингтон, США, 1974 — 28 сентября 2022) — американский гитарист фламенко, композитор. Наиболее известен созданием жанра музыки flametal, сочетающего в себе элементы метала и фламенко.

## Биография
В 13 лет, будучи в средней школе, Бен начал играть на электрогитаре в рок-группе своего приятеля, но не делал особых успехов. После знакомства с творчеством групп Iron Maiden и Slayer, его увлечение гитарой приобрело более серьезный характер.  Позднее, когда Вудс жил вместе со своими приятелями, один из его соседей оказался наркоманом,и однажды, придя домой, Бен обнаружил, что сосед исчез, а его электрогитара и оборудование были украдены. По словам музыканта, это "было лучшее, что случалось в его жизни". Музыкант продолжил играть спид-метал на своей единственной "плохой классической гитаре", и тогда он обнаружил, что это "звучит словно безумные ритмы на испанской гитаре", то есть открыл для себя фламенко и его отношение к металлу. Музыкант понял, что это тот стиль, в котором ему хочется развиваться и продолжил самостоятельное обучение и обучение у педагогов.
Вдохновленный испанским гитаристом Пако де Люсиа, он занялся изучением техники фламенко, окончательно решив что этот стиль игры будет отлично сочетаться со звучанием спид-метала. Не обнаружив других исполнителей, кто бы играл в подобном стиле, Вудс стал пионером жанра flametal.
В 2005 году он организовал свой проект FLAMETAL.
В 2010 музыкант выпустил альбом кавер-версий хэви-метал композиций под идеоматическим названием "Heavy Mellow". Вскоре под таким же названием им была создана группа, к которой присоединились музыканты Луис Виллигас и Майк Беннет. Группа записывала аранжировки на песни таких групп, как Metallica, Iron Maiden, System of a Down, Megadeth и др.
Работал с такими гитаристами, как Марти Фридман, Джейсон Беккер,Глен Дровер, Шон Рейнерд, Стив Стивенс.
В 2018 году принимал участие в записи последнего альбома Джейсона Беккера «Triumphant Hearts».
Всего музыкантом было выпущено более 20 альбомов, а также обучающая книга с инструкциями к игре и записью аранжировок его композиций.
Совместно с компанией  Ortega Guitars выпускал именные модели фламенко-гитар.
28 сентября 2022 года Вудс умер от колоректального рака в возрасте 48 лет.